# My Ex's Best Friend
My Ex's Best Friend è un singolo dei rapper statunitensi Machine Gun Kelly e Blackbear, pubblicato il 7 agosto 2020 come terzo estratto dal quinto album in studio di Machine Gun Kelly Tickets to My Downfall.

## Promozione
Entrambi gli interpreti hanno eseguito il brano in occasione del pre-show degli MTV Video Music Awards 2020.

## Video musicale
Il video è stato reso disponibile il 26 agosto 2020.

## Tracce
Testi e musiche di Colson Baker, Matthew Musto, Nick Long e Travis Barker.
1. My Ex's Best Friend – 2:19

## Formazione
Musicisti
- Machine Gun Kelly – voce
- Blackbear – voce
- Omar Fedi – basso, chitarra
- Nick Long – chitarra

Produzione
- Travis Barker – produzione
- BazeXX – produzione aggiuntiva
- SlimXX – produzione aggiuntiva
- Colin Leonard – mastering
- Șerban Ghenea – missaggio
- John Hanes – assistenza al missaggio

## Classifiche

### Classifiche settimanali
| Classifica (2020-21) | Posizione massima |
| -------------------- | ----------------- |
| Australia            | 22                |
| Austria              | 47                |
| Belgio (Vallonia)    | 77                |
| Canada               | 39                |
| Germania             | 68                |
| Grecia               | 96                |
| Irlanda              | 34                |
| Portogallo           | 133               |
| Regno Unito          | 30                |
| Repubblica Ceca      | 24                |
| Slovacchia           | 69                |
| Stati Uniti          | 21                |

### Classifiche di fine anno
| Classifica (2021) | Posizione |
| ----------------- | --------- |
| Australia         | 97        |
| Stati Uniti       | 23        |